# Підручники і посібники
«Підручники і посібники» — приватне видавництво у Тернополі, одне з провідних видавництв України.

## Історія
Засноване в 1996 році Ярославом Гринчишиним та Ярославом Гап'юком.
Щороку тут видають понад 300 найменувань книг загальним тиражем близько 3 млн. примірників. У 2016 році загальний наклад випущеної літератури склав понад 50 млн. примірників майже 3 тис. найменувань більш як 500 авторів.
Першочерговим завданням колективу видавництва є забезпечення освітян, учнівської та студентської молоді сучасною літературою: підручниками, посібниками, наочним матеріалом, довідковою літературою тощо. 
Крім того, видавництво надає такі послуги:
- повний спектр поліграфічних, додрукарських та післядрукарських послуг;
- розповсюдження друкованої продукції;
- друк, редагування, верстка книг на замовлення.

У 2007 р. в Тернополі відкрили універсальну книгарню видавництва — «Ярослав Мудрий».